# Лоскутов, Василий Павлович
Василий Павлович Лоскутов (1918, деревня Гилево, Чердынский уезд, Пермская губерния, РСФСР (ныне Чердынский район, Пермский край, Россия) — 23.11.1944,  хутор Зирнай, Пампальская волость, Калдигский уезд, Латвийская ССР, СССР (ныне Салдусский край, Курземе, Латвия)) — участник Великой Отечественной войны, командир отделения 1258-го стрелкового полка (378-я стрелковая дивизия, 4-я ударная армия, 1-й Прибалтийский фронт), старший сержант. Закрыл своим телом амбразуру пулемёта.

## Биография
Родился в 1918 году в семье рабочего, получил начальное образование. Работал десятником, завхозом, продавцом в магазине в Красновишерске, рабочим на заводе в Перми. Был призван в РККА Молотовским РВК 15 августа 1939 года . Принимал участие в боях с 1943 года (по другим данным с января 1942 года).
Проходя службу красноармейцем, стрелком 1188-го стрелкового полка 357-й стрелковой дивизии, был легко ранен 16 марта 1943 года и тяжело ранен 11 июля 1943 года. 21 февраля 1944 года содействовал во взятии в плен двух солдат разведгруппы противника. Приказом по 1188-му стрелковому полку № 03/н от 21 февраля 1944 года он был награждён медалью «За отвагу». Будучи в звании сержанта, помощника командира взвода того же полка, 29 апреля 1944 года первым ворвался в траншеи и в траншейном бою уничтожил 5 солдат противника. В том бою был тяжело ранен в третий раз. Приказом по 357-й стрелковой дивизии № 29/н от 1 июня 1944 года был награждён орденом Славы 3-й степени. После излечения воевал в составе 378-й стрелковой дивизии.
В ходе боёв с курляндской группировкой противника 378-я стрелковая дивизия наступала в районе Салдуса. 23 ноября 1944 года 1-я рота 1258-го стрелкового полка атаковала хутор Зирнай. Роту положил на землю огонь из вражеского пулемёта, тогда командир роты поручил командиру отделения старшему сержанту Лоскутову, вместе с отделением подавить пулемёт. Задачу взялся выполнить сам командир отделения, подобрался к пулемёту на 10-15 метров, и забросал его гранатами. Однако вскоре пулемёт снова открыл огонь, и тогда старший сержант Лоскутов бросился на него, закрыв его своим телом.
Был похоронен в хуторе Шадас, впоследствии перезахоронен на Воинском братском кладбище в посёлке Пампали.
Указом Президиума Верховного Совета СССР от 24 марта 1945 года за образцовое выполнение боевых заданий командования на фронте борьбы с немецко-фашистскими захватчиками и проявленные при этом мужество и героизм старшему сержанту Лоскутову Василию Павловичу присвоено звание Героя Советского Союза посмертно.
На месте подвига установлен мемориальный камень. Имя героя носил пионерский отряд Ныробской школы.